# Страндфэльт, Виктор
Виктор Страндфэльт (швед. Viktor Strandfält; 21 апреля 1887, Фёглё, Аландские острова — 11 августа 1962, Мариехамн) — политик Аландских островов; премьер-министр (1938—1955) правительства Аландов.

## Биография
Родился 21 апреля 1887 года в Фёглё, в Великом княжестве Финляндском. По образованию школьный учитель.
С 30 декабря 1938 по 1 января 1955 года был премьер-министром правительства Аландов.
Скончался 11 августа 1962 года в Мариехамне на Аландских островах.